# SuperNowa
superNOWA – nazwa, pod którą wydawnictwo Niezależna Oficyna Wydawnicza kontynuuje działalność po 1989.
Jedna z największych oficyn drugiego obiegu została zalegalizowana w 1989 z inicjatywy członka podziemnej redakcji wydawnictwa Mirosława Kowalskiego, który był jej redaktorem naczelnym. Została przekształcona w spółkę z ograniczoną odpowiedzialnością i w działalności wydawniczej posługuje się nazwą SuperNowa, jakkolwiek w firmie przedsiębiorstwa zachowała nazwę pierwotną. Specjalizuje się książkach szeroko rozumianej polskiej fantastyki.
Największym sukcesem wydawnictwa pozostają książki Andrzeja Sapkowskiego. Supernowa wydała jego cykl wiedźmiński i tzw. trylogię husycką. Łączny nakład książek Sapkowskiego wydanych przez Supernową przekroczył w 2005 milion egzemplarzy.
W różnym czasie publikowali w nim także m.in.:
- Anna Brzezińska – Zbójecki gościniec, Żmijowa harfa
- Ewa Białołęcka – Tkacz iluzji
- Jacek Dukaj – Czarne oceany, W kraju niewiernych, Xavras Wyżryn
- Marek S. Huberath – Gniazdo światów
- Marek Oramus – Święto śmiechu
- Marcin Przybyłek – Gamedec. Granica rzeczywistości, Gamedec. Sprzedawcy lokomotyw, Gamedec. Zabaweczki. Błyski, Gamedec: Zabaweczki. Sztorm
- Jaga Rydzewska – Atalaya. Wojownicy, Atalaya. Gwiazdomorze, Atalaya. Szlachetne przymierze
- Szczepan Twardoch – Prawem wilka, Sternberg
- Marcin Wolski – Agent Dołu. Diabelska dogrywka, Agent góry. Czarci pomiot, Antybaśnie z 1001 dnia, Krawędź snu, Noc bezprawia oraz inne szalone opowieści, Pies w studni, Rekonkwista, Według św. Malachiasza, Włóczędzy czasoprzestrzeni
- Rafał A. Ziemkiewicz – Pieprzony los kataryniarza, Czerwone sztandary, odmierzony krok, Walc stulecia
- Piotr Patykiewicz

Wydawnictwo wznowiło także większość dorobku Janusza Zajdla.
Supernowa dwa razy otrzymała nagrodę Euroconu dla najlepszego wydawcy (2000 i 2003), a Mirosław Kowalski również dwukrotnie nagrodę Śląkfy (1995 i 1999).